# Tvärfall

Principskiss av enkelsidigt tvärfall.

Principskiss av dubbelsidigt tvärfall.

Principskiss av dubbelsidigt tvärfall där tvärfallet gradvis ökar mot vägkanterna.

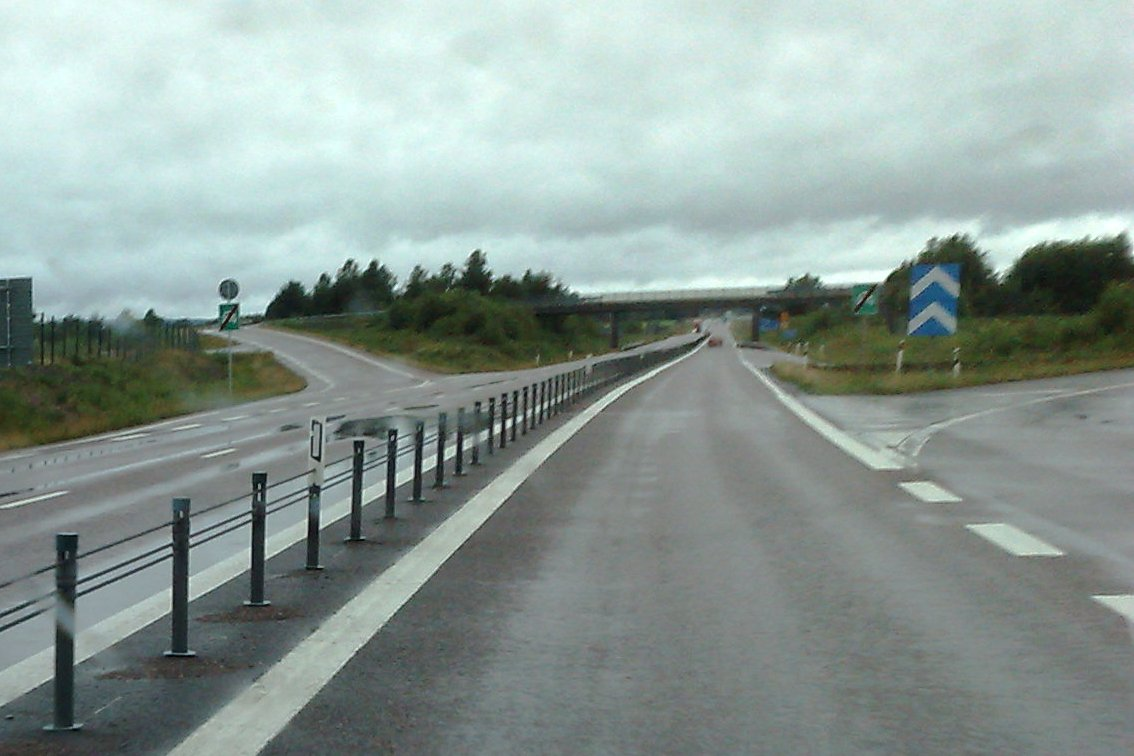
Vattenplaningsrisk i mötande körfält

Tvärfall är en vägbanas lutning i sidled. Tvärfallet anges vanligen i procent (%). Tvärfallets huvudsyfte är att leda bort ytvatten och slask. Rätt utformade tvärfall i kurvor minskar dessutom farliga sidkrafter vid kurvtagning.

## Vanligt förekommande typer av vägsektioner
Tvärfallet kan ges olika utformning. Vanligast är enkelsidigt tvärfall, där hela vägbanan lutar åt samma håll, och dubbelsidigt tvärfall, där vägbanans mitt är den högsta punkten, med olika lutningsriktning på ömse sida om mitten. Enkelsidigt tvärfall kallas också skevning, eller i samband kurvor även dosering. Dubbelsidigt tvärfall kallas takformat tvärfall eller bombering, framför allt med äldre språkbruk. Bombering kan också mer specifikt syfta på ett dubbelsidigt tvärfall där vägbanan visar upp en valvform, vilket innebär att tvärfallet gradvis ökar ut mot vägkanterna.

## Tvärfallets storlek
På raksträckor har större vägar vanligtvis dubbelsidigt tvärfall från mitten ut mot vägkanterna. Mindre vägar, i synnerhet grusvägar, har ofta en valvformad sektion där tvärfallet gradvis ökar ut mot vägkanterna. I Sverige får vägar idag projekteras med tvärfall på 2,5 procent (asfalt) eller 3 procent (oljegrus, ytbehandling). 
I kurvor används större tvärfall (skevning) vid snävare kurvradie samt vid högre hastighet(-sgräns). I Sverige tillåts maximalt 5.5 % skevning vid utformning av nya vägar. I de flesta länder, däribland Norge, tillåts betydligt större skevning. 

## Tvärfallets inverkan på trafiksäkerheten
Vägens tvärfall påverkar i hög grad dess trafiksäkerhet. Stora tvärfall kan leda till manöversvårigheter, i synnerhet vid körning i sidvind. Förr projekterades breda vägar med 1,5 procent tvärfall, samt med ökat tvärfall på breda vägrenar. I snäva kurvor används enkelsidigt tvärfall; skevning. I Sverige tillåts projektering av skevningar på upp till 5,5 procent, medan man i Norge tillåter upp till 9 procent. I USA används max 8 procent i områden med kallt klimat och isiga vägar, i varmt klimat används ända upp till 10 à 12 procent. Vid övergång till och från skevning i snäva vänsterkurvor kommer tvärfallet inom en viss sträcka att vara nära 0 procent, det vill säga att lutningen i sidled är obefintlig. Det är mycket viktigt att vägprojektören förlägger dessa "nollpassager" för tvärfallet till sektioner där vägen har en påtaglig längslutning. I annat fall kommer vatten att bli stående i långa och breda pölar på vägen, vilket ger hög vattenplaningsrisk. Om tvärfallets storlek till följd av byggfel eller deformation varierar mycket inom cirka 25 meters väglängd, ger detta upphov till obehagliga eller rentav farliga krängningar med åtföljande sidkrafter. Dessa transienta sidkrafter kan ge upphov till sladd. Krängningsproblemet är störst i höga (tunga) fordon och är allvarligast vid höga farter, i tvära och långa kurvor, på smala vägar och vid mycket hal (så som vid underkylt regn) guppig vägbana. Den pågående klimatförändringen gör att underkylda vägbanor blir allt vanligare längre norrut, där vägarna ofta är guppiga, krokiga och smala. Detta medför att risken för krängningsrelaterade sladdolyckor sannolikt ökar, framförallt i landets norra delar. Riskökningen kan kompenseras genom att till exempel göra lastbilar mer krängningsstabila; detta kan dock medföra oönskad komfortförsämring. Risken kan också elimineras vid källan, genom att reparera oönskade tvärfallsvariationer i vägbanan.
Transportstyrelsen har låtit utreda hur tvärfall ska utformas med beaktande även av krängningsrisk i kurva.

## Mätning av tvärfall
Profilografmätbilar används för att laserskanna vägars skick (gupp, spårdjup, textur med mera) med. Dessa bilar mäter även vägens tvärfall och linjeföring.

### Fotnoter
1. ↑  Grusvägsunderhåll: Begreppsförklaring Arkiverad 14 mars 2014 hämtat från the Wayback Machine., Statens väg- och transportforskningsinstitut (VTI), läst 2015-09-18
2. ↑  Utformning av tvärfall med hänsyn till krängningsrisk i kurva. Uppdragsrapport till Transportstyrelsen[död länk]